# Hadamard-Raum
Ein Hadamard-Raum ist ein mathematisches Objekt aus der Geometrie metrischer Räume. Benannt ist er nach dem Mathematiker Jacques Hadamard.

## Definition
Ein Hadamard-Raum ist ein vollständiger CAT(0)-Raum.

## Äquivalente Definitionen
Sei {\displaystyle X} ein vollständiger metrischer Raum.
Nach Definition ist {\displaystyle X} genau dann ein Hadamard-Raum, wenn er ein CAT(0)-Raum ist, das heißt, wenn er ein geodätischer metrischer Raum ist und alle geodätischen Dreiecke mindestens so dünn wie ihre Vergleichsdreiecke in der euklidischen Ebene sind. Letztere Bedingung lässt sich umformulieren in die Bedingung
{\displaystyle d^{2}(z,m)\leq {\frac {1}{2}}(d^{2}(z,x)+d^{2}(z,y))-{\frac {1}{4}}d^{2}(x,y)}
für alle {\displaystyle x,y,z\in X}, wobei {\displaystyle m\in X} den Mittelpunkt der Geodäte zwischen {\displaystyle x} und {\displaystyle y} bezeichnet.
Auf Bruhat-Tits geht folgende äquivalente Definition zurück:
Ein vollständiger metrischer Raum {\displaystyle X} ist genau dann ein Hadamard-Raum, wenn es zu jedem Paar von Punkten {\displaystyle x,y\in X} einen „Mittelpunkt“ {\displaystyle m\in X} gibt, so dass
{\displaystyle d^{2}(z,m)\leq {\frac {1}{2}}(d^{2}(z,x)+d^{2}(z,y))-{\frac {1}{4}}d^{2}(x,y)}
für alle {\displaystyle z\in X} gilt.

## Beispiele
- Hadamard-Mannigfaltigkeiten: einfach zusammenhängende, vollständige Riemannsche Mannigfaltigkeiten nichtpositiver Schnittkrümmung
- metrische Bäume
- Bruhat-Tits-Gebäude
- Hilbert-Räume

## Eigenschaften
Für Hadamard-Räume gilt eine Verallgemeinerung des Satzes von Cartan-Hadamard. Zu beliebigen {\displaystyle x,y\in X} gibt es eine eindeutige Geodäte {\displaystyle \sigma _{xy}:\left[0,1\right]\rightarrow X} mit {\displaystyle \sigma _{xy}(0)=x,\sigma _{xy}(1)=y}. Die Geodäte {\displaystyle \sigma _{xy}} hängt stetig von {\displaystyle x} und {\displaystyle y} ab.
Weiterhin gelten für Hadamard-Räume alle Eigenschaften von CAT(0)-Räumen.